# Danh sách quận và huyện của Ulsan
Phân cấp hành chính chính của Ulsan bao gồm gu, hoặc quận, và một gun, hoặc huyện.

## Quận
- Buk-gu (북구, 北區)
- Dong-gu (동구, 東區)
- Jung-gu (중구, 中區)
- Nam-gu (남구, 南區)

## Huyện
- Ulju-gun (울주군, 蔚州郡)